# Brembio
Brembio ist eine Gemeinde mit 2738 Einwohnern (Stand 31. Dezember 2023) in der Provinz Lodi in der italienischen Region Lombardei.

## Ortsteile
Im Gemeindegebiet liegen neben dem Hauptort die Wohnplätze Ca’ de’ Folli, Ca’ del Bosco, Ca’ del Parto, Cascina Sabbiona, Dossi, Lovera, Loverola und Monasterolo.

## Gemeindepartnerschaften
- Saint-Christo-en-Jarez, Frankreich, seit 2004